# Manel Royes i Vila
Manel Royes i Vila (Terrassa, 24 de maig del 1940) és un polític català, alcalde de Terrassa entre 1979 i 2002, president de la Diputació de Barcelona i diputat al Parlament de Catalunya en la VII Legislatura.

## Biografia
Llicenciat en ciències econòmiques a la Universitat de Barcelona, va treballar a l'empresa familiar de llanes de labors. Fou un dels fundadors del Front Obrer Català, força actiu fins a 1969, i participà en plataformes d'oposició antifranquista com la secció terrassenca de l'Assemblea de Catalunya i en Convergència Socialista de Catalunya, d'on ingressaria al PSC-Congrés i d'ací al Partit dels Socialistes de Catalunya.
Membre de la comissió executiva del PSC, a les eleccions municipals espanyoles de 1979 (les primeres eleccions democràtiques després del franquisme) fou escollit alcalde de Terrassa, càrrec que va ocupar fins al 5 d'abril del 2002, en què fou substituït per Pere Navarro, també del PSC. Va perllongar el traçat dels Ferrocarrils de la Generalitat de Catalunya i fomentà la creació de l'Escola d'Arts Aplicades i la Ciutat de la Imatge. També fou membre del comitè executiu del Comitè Organitzador Olímpic Barcelona'92, i així aconseguí que Terrassa fos una de les subseus olímpiques, raó per la qual ha estat distingit amb l'Orde Olímpic.
Fou elegit diputat a la Diputació de Barcelona, a les eleccions de 1987, pel Districte Electoral de Terrassa, i va renovar el càrrec en les eleccions de 1991, 1995 i 1999.
Fou elegit president de la Diputació de Barcelona en el ple de constitució del 30 de juliol de 1987, càrrec que ostentà fins al juny de 2003, data de renovació de la Corporació. El seu mandat es caracteritzà per la vocació municipalista amb atenció als alcaldes i regidors dels municipis de la província. Ocupà el càrrec des de 1987 fins al 2003, on va succeir Antoni Dalmau i Ribalta, i fou succeït per José Montilla Aguilera. Posà en funcionament la nova Ràdio COM Catalunya Ona Mitjana.
Fou elegit diputat a les eleccions al Parlament de Catalunya de 2003, però renuncià a l'escó en gener de 2004, quan fou nomenat delegat de la Generalitat en el Consorci de la Zona Franca, càrrec que va ocupar fins a gener de 2012. En 1998 fou nomenat doctor honoris causa per la UNED.